# كورة العسوس (الوضيع)

تعديل مصدري - تعديل

كورة العسوس هي إحدى قرى عزلة  الوضيع بمديرية الوضيع التابعة لمحافظة أبين، بلغ تعداد سكانها 344 نسمة حسب تعداد اليمن لعام 2004.